# Моисеев, Тихон Евгеньевич
Ти́хон Евге́ньевич Моисе́ев (род. 14 августа 1978) — российский учёный-математик, специалист в области дифференциальных уравнений и их применения в математическом моделировании, член-корреспондент РАН.

## Биография
Родился 14 августа 1978 года в Москве. Сын академика Е. И. Моисеева.
В 2000 году с отличием окончил факультет вычислительной математики и кибернетики (ВМК) МГУ.
В 2003 году там же окончил аспирантуру и защитил кандидатскую диссертацию, тема: «О разрешимости одного нелокального варианта задачи Геллерстедта» (научный руководитель — Н. И. Ионкин).
С 2003 года работает на кафедре вычислительных методов факультета ВМК МГУ, в настоящее время — ведущий научный сотрудник.
В 2013 году защитил докторскую диссертацию, тема: «О разрешимости краевых задач для уравнения Лаврентьева-Бицадзе со смешанными граничными условиями».
В январе 2016 года присвоено почётное учёное звание профессора РАН.
28 октября 2016 года избран членом-корреспондентом РАН по Отделению математических наук.

## Научная деятельность
Моисеев является специалистом в области дифференциальных уравнений и математического моделирования. Конкретная сфера его научных интересов: нелокальные задачи математической физики. 
Впервые исследовал вопрос о разрешимости краевых задач со смешанными краевыми условиями в эллиптической части области для уравнения Лаврентьева-Бицадзе, а также о разрешимости  [slovar.wikireading.ru/111106 задачи Геллерстедта] с условиями склеивания Франкля на линии изменения типа уравнения. Решения указанных задач представлены в виде биортогональных рядов, изучена сходимость этих рядов. Получены эффективные интегральные представления решений указанных задач и формулы среднего значения гармонической функции для выяснения применимости принципа максимума. 

## Некоторые публикации
- Разностная схема газовой динамики с использованием параметров Римана // Дифференц. уравнения, 2002, т. 38, № 7, с. 936—942 (соавт. Бакирова М. И., Гапоненко А. Ю., Никишин В. В., Фаворский А. П., Тюрина Н. Н.);
- О разрешимости одного нелокального варианта задачи Геллерстедта // Дифференц. уравнения, 2003, т. 39, № 10, с. 1404—1408;
- Решение задачи Геллерстедта с нелокальными краевыми условиями // Докл. РАН, 2005, т. 400, № 5, с. 592—595 (соавт. Ионкин Н. И.);
- Решение нелокальной краевой задачи для уравнения Пуассона с помощью функции Грина // Дифференц. уравнения, 2005, т. 41, № 10, c. 1423—1425;
- Разрешимость краевых задач с наклонной производной // Дифференц. уравнения, 2007, № 7, с. 995—997;
- Об одной спектральной задаче для уравнения Бесселя нулевого порядка // Дифференц. уравнения, 2008, № 8, c. 1135—1137 (соавт. Капустин Н. Ю.);
- Эффективное интегральное представление одной краевой задачи со смешанными краевыми условиями // Доклады Академии наук, 2012, т. 444, № 2, с. 150—152;
- О кратном спектре задачи для уравнения Бесселя со спектральным параметром в  граничном условии // Дифференциальные уравнения, 2016, т. 52, № 10, с. 1426—1430 (соавт. Капустин Н. Ю.).

## Награды
- Дважды подряд, в 2005 и 2007 гг., становился победителем конкурса на грант Президента РФ для молодых кандидатов наук и их научных руководителей.